# وو شاو بن
وو شاو بن Wu Shaobin (ولد في 4 فبراير 1969) لاعب شطرنج صيني ثم سنغافوري يحمل لقب أستاذ كبير.
- فاز ببطولة سنغافورة للشطرنج عام 2003 و2005.
- تزوج بطلة العالم في الشطرنج الصينية تسي جون.
- في عام 1998 أصبح ثامن لاعب صيني يحصل على لقب أستاذ كبير.
- مثل الصين في أولمبياد الشطرنج عام 1994.
- مثل سنغافورة في أولمبياد الشطرنج أعوام 2000، 2002، 2004.
- حصل على لقب مدرب اتحادي عام 2005.

## وصلات خارجية
- وو شاو بن على موقع الاتحاد الدولي للشطرنج (الإنجليزية)
- وو شاو بن على موقع مباريات الشطرنج (الإنجليزية)
- وو شاو بن على موقع 365Chess.com (الإنجليزية)
- وو شاو بن على موقع Chesstempo.com (الإنجليزية)
- وو شاو بن سجل أولمبياد الشطرنج على موقع OlimpBase.org (الإنجليزية)